# Emily Patricia Gibson
Pour les articles homonymes, voir Gibson.
Emily Patricia Gibson née vers 1864 à Dublin en Irlande et morte le 24 avril 1947 à Auckland en Nouvelle-Zélande est une relectrice néo-zélandaise, féministe, socialiste et internationaliste.  

## Biographie
Elle est née à Dublin, dans le comté de Dublin, en Irlande, vers 1864. 